# Camptoplites reticulatus
Camptoplites reticulatus är en mossdjursart som först beskrevs av Busk 1884.  Camptoplites reticulatus ingår i släktet Camptoplites och familjen Bugulidae. Inga underarter finns listade i Catalogue of Life.